# Schefflera villosissima
Schefflera villosissima är en araliaväxtart som beskrevs av Pedro Fiaschi och Pirani. Schefflera villosissima ingår i släktet Schefflera och familjen araliaväxter. Inga underarter finns listade.